# Vladimir Alexandrovič Albickij
Vladimir Alexandrovič Albickij (rusky Владимир Александрович Альбицкий; 16. června 1891 – 15. června 1952) byl sovětský ruský astronom, který se věnoval studiu radiální rychlosti hvězd a výzkumu proměnných hvězd. Pracoval v astronomické observatoři v Oděse, od roku 1922 v simeizském oddělení Pulkovské hvězdárny. Je spoluautorem velmi přesného katalogu radiálních rychlostí 800 hvězd, objevil velké množství spektrálních dvojhvězd a deset planetek.